# Оксидибромид ванадия(IV)
Оксидибромид ванадия(IV) — неорганическое соединение, оксосоль металла ванадия и бромистоводородной кислоты с формулой VOBr2, жёлто-коричневые кристаллы, растворяется в воде.

## Получение
- Разложение при нагревании оксид-трибромид ванадия:

{\displaystyle {\mathsf {2VOBr_{3}\ {\xrightarrow {180^{o}C}}\ 2VOBr_{2}+Br_{2}}}}

## Физические свойства
Оксидибромид ванадия(IV) образует жёлто-коричневые кристаллы.
Растворяется в холодной воде, образуя синие растворы.

## Химические свойства
- Разлагается при нагревании в вакууме:

{\displaystyle {\mathsf {2VOBr_{2}\ {\xrightarrow {360^{o}C}}\ 2VOBr+Br_{2}}}}
- При нагревании на воздухе реагирует с кислородом:

{\displaystyle {\mathsf {4VOBr_{2}+3O_{2}\ {\xrightarrow {T}}\ 2V_{2}O_{5}+4Br_{2}}}}